# Chrosiothes goodnightorum
Chrosiothes goodnightorum là một loài nhện trong họ Theridiidae.
Loài này thuộc chi Chrosiothes. Chrosiothes goodnightorum được Herbert Walter Levi miêu tả năm 1954.